# سمفونی شماره ۸ (شوستاکوویچ)
سمفونی شماره ۸ در دو مینور، اپوس. ۶۵ توسط دمیتری شوستاکوویچ در تابستان سال ۱۹۴۳ نوشته شد و اولین بار در ۴ نوامبر همان سال توسط ارکستر سمفونیک اتحاد جماهیر شوروی تحت رهبری یوگنی مراوینسکی اجرا شد که این اثر به او تقدیم شده بود. 
پس از اولین اجرا در خارج از اتحاد جماهیر شوروی در سال ۱۹۴۴، این سمفونی به‌طور خلاصه به سمفونی استالینگراد لقب گرفت و شناخته می‌شد.
منتقدان موسیقی این سمفونی را در زمره بهترین آثار این آهنگساز قرار داده‌اند. دیوید هاس گفته است که این اثر در سنت دیگر سمفونی‌های «تراژدی برای پیروزی» در دو مینور قرار می‌گیرد، مانند سمفونی های شماره ۵ بتهوون، شماره ۱ برامس، شماره ۸ بروکنر و شماره ۲ مالر،  گرچه اختلاف قابل توجهی بر سر میزان خوش‌بینی موجود در صفحات پایانی وجود دارد. آیزاک گلیکمن دوست نزدیک شوستاکوویچ این سمفونی را «تراژیک‌ترین اثر او» نامید.  این اثر، مانند بسیاری از آثار او در فرم سمفونی برخی از قواعد و فرم استاندارد سمفونی و ساختار سمفونیک را زیر پا می‌گذارد.
شوستاکوویچ به وضوح به مضامین، ریتم‌ها و هارمونی‌های سمفونی‌های قبلی خود اشاره می‌کند، به ویژه به سمفونی‌های شماره ۵ و شماره ۷.

## موومان‌ها
این اثر شامل پنج موومان است:
1. آداجو – آلگرو آلگرو (کمی ملایم تر) (دو مینور)
2. آلگرتو (ر♭ بمل ماژور)
3. آلگرو کمی ملایم (می مینور)
4. لارگو (سل♯ دیز مینور) –
5. آلگرتو (دو ماژور)

موومان اول، تقریباً نیم ساعت طول می‌کشد و طولانی‌ترین موومان سمفونی است. 

## سازبندی سمفونی
این سمفونی برای یک ارکستر بزرگ متشکل از ۴ فلوت (سومین و چهارمین فلوت پیکولو دوگانه)، ۲ ابوا، کر آنگله، ۲ کلارینت B-فلت، کلارینت E-فلت، کلارینت باس، ۳ باسون (سومین کنترفاگوت)، ۴ کنتراباسون، کر، ۳ شیپور، ۳ ترومبون، توبا، تیمپانی، طبل بزرگ، دایره‌زنگی، سنج طبل کوچک، مثلث، زیلوفون، گونگ و تار است.

## دیدگاه ها
این آهنگساز در نامه ای به گلیکمن نوشت:

من مطمئن هستم که مشاهدات انتقادی ارزشمندی را به همراه خواهد داشت که هم الهام بخش من برای کارهای خلاقانه آینده است و هم بینش هایی را ارائه می دهد که به من امکان می دهد آنچه را که در گذشته خلق کرده ام مرور کنم. به جای اینکه یک قدم به عقب بردارم، بنابراین موفق خواهم شد که یک قدم به جلو بردارم. 